# Дромон

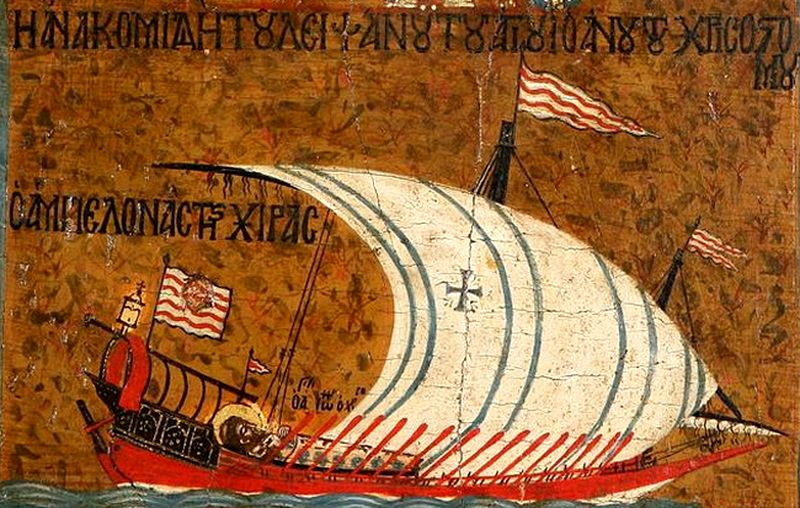
Дромон, візантійська фреска

Дромон (дав.-гр. δρόμων від δρόμος — «біг») — швидкохідне вітрильно-весельне військове судно в V—VII ст. Дромон прийшов на зміну біремам і лібурнам. Вперше був спущений на воду близько V ст. н. е. і протримався, в декількох різновидах, до XII століття.
Про це судно у нас мало відомостей. Один візантійський рукопис, що датується 850-м роком, містить гравюру, що зображує дромон того часу. Його конструкція нагадує конструкцію біреми з двома ярусами веслярів. Дромон мав дві щогли з латинськими вітрилами. Але самі перші судна цього типу мали один ярус веслярів, швидше нагадуючи лібурну з одного щоглою. Пізніше з'явилися великі дво-і трищоглові дромони. Їх довжина варіювала від 30 до 50 метрів, ширина — від 6 до 7 метрів. На кормі було два румпелі, з кожного борту свій. У плані вони мали загострену форму і були дуже швидкохідні. Екіпаж налічував, залежно від розмірів корабля, від 100 до 300 осіб. Існував у візантійців і такий корабель, як хеладіон, але про нього нам відомо ще менше, ніж про дромон.
Кіль дромона закінчувався, як і у біреми, зануреним у воду тараном, а головним його озброєнням були катапульти, які метали вогненні снаряди на велику відстань. У носовій і кормовій частині судна розміщувалися підняті палуби для стрільців з лука. Потужні, важкі катапульти мали можливість кидати снаряди вагою 5 кг на дистанцію до 1000 метрів. Озброювалися дромони також легкими вогнеметами — сифонофорами, які заливали кораблі супротивника рідкою палаючою масою («грецький вогонь»), що складалася з гудрону, сірки і селітри, розчинених у нафті. При найменшому контакті з водою рідина спалахувала. Як вже говорилося щодо римської лібурни, така пожежа тільки розгорялася при гасінні водою і загасити її можна було лише вином, оцтом або піском. Точний склад цієї суміші, як і конструкція озброєння, не дійшли до нас. Від таранів противника дромони були захищені металевою бронею.

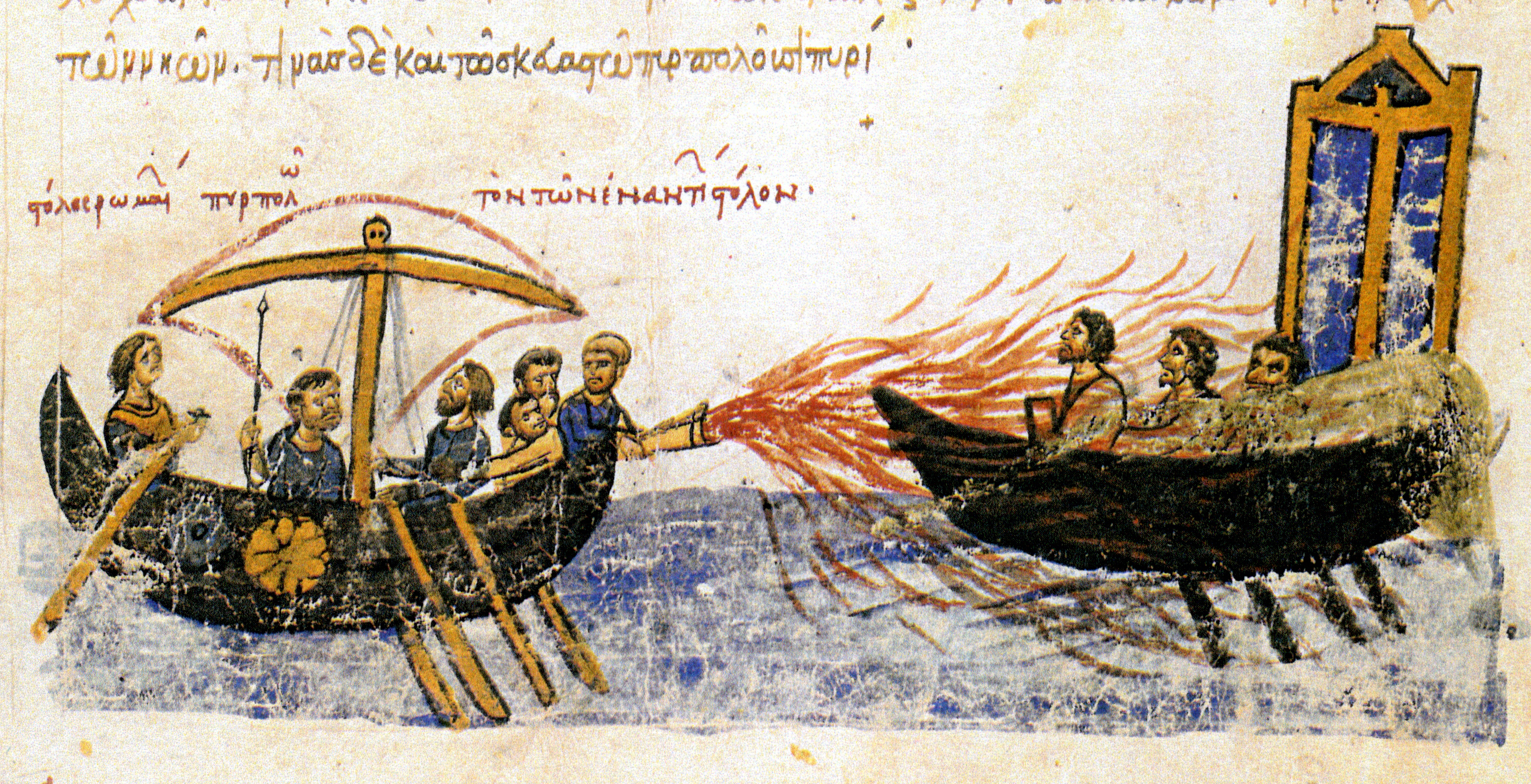
Дромон, виверження вогню сифонофором

Після падіння Західної Римської імперії боротьба за панування на Середземному морі велася вже між Візантією і Арабським світом. Головним видом кораблів в ту епоху став дромон, причому з обох боків.